# Аеродром

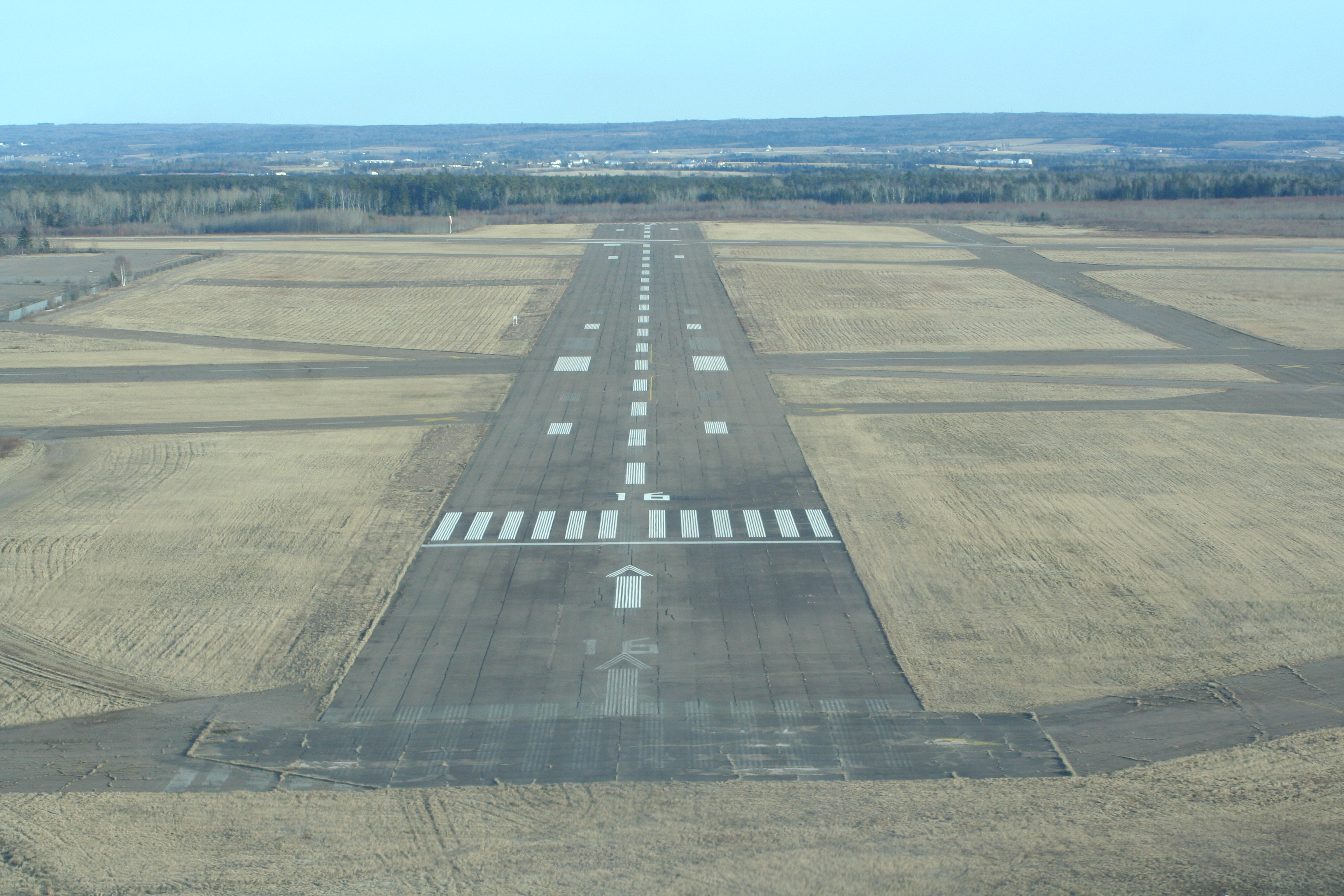
Злітна смуга

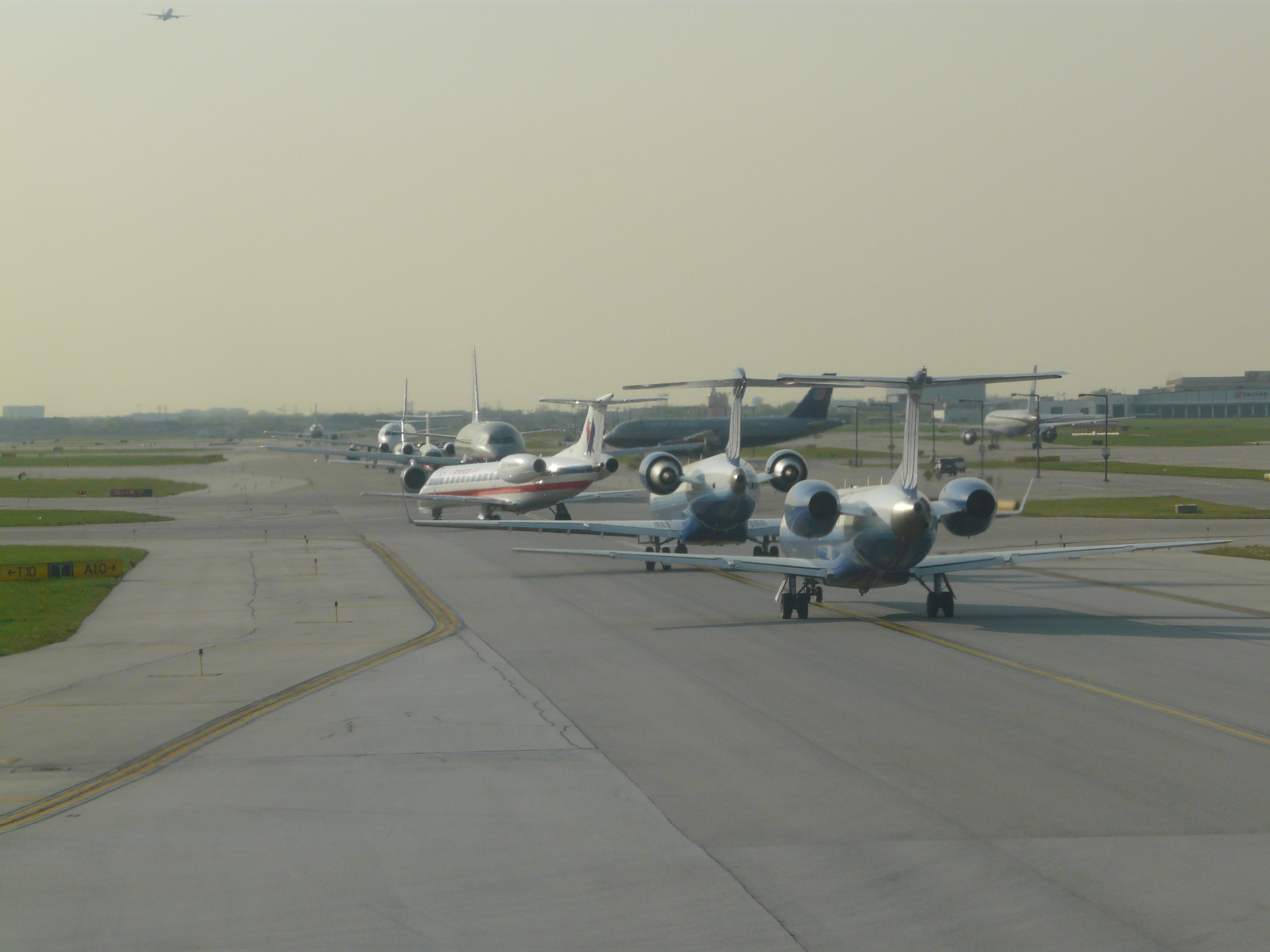
Аеропорт

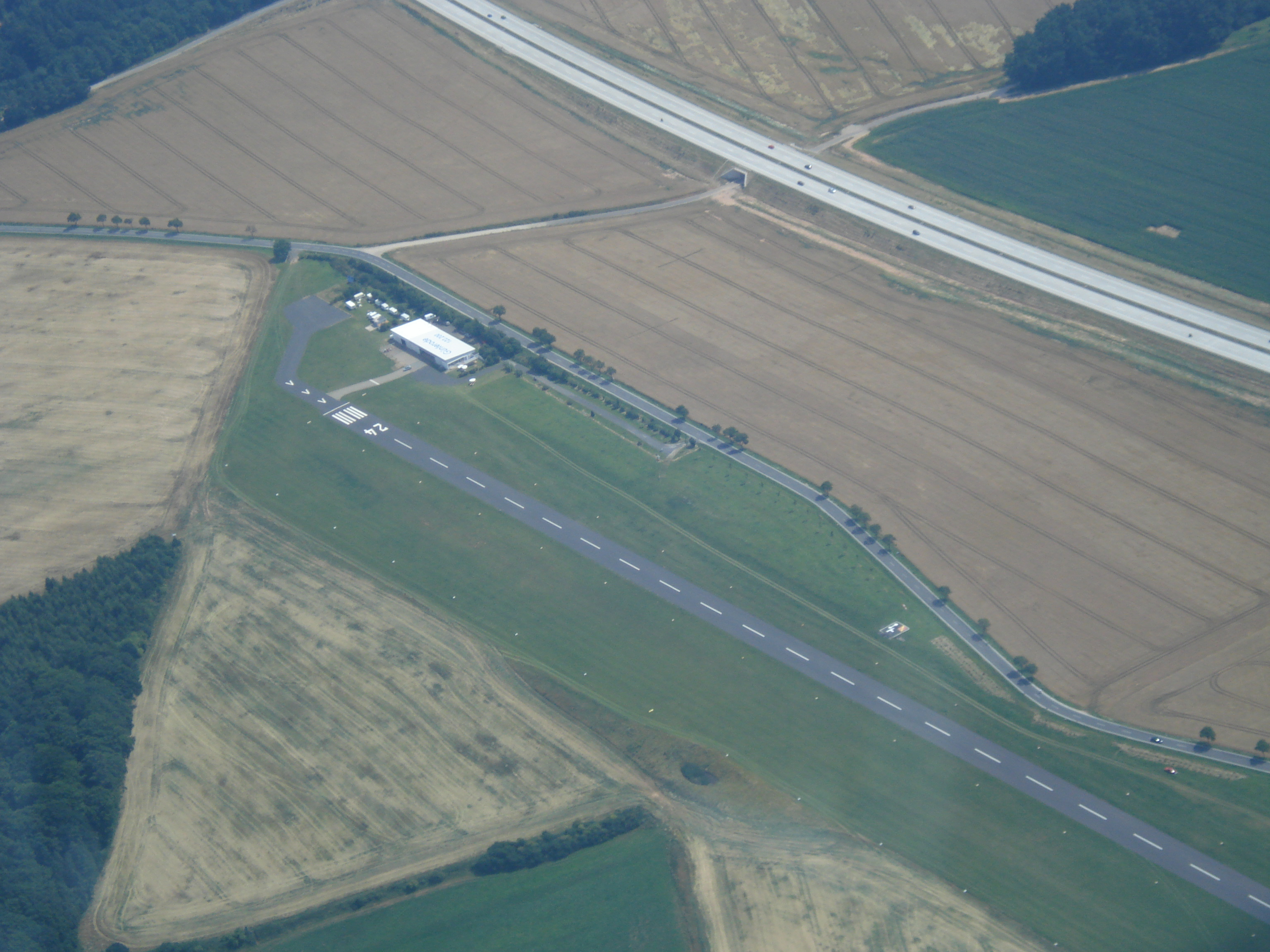
Аеродром

Аеродро́м, лето́вище — спеціально підготовлені земельні ділянки або ділянки водної поверхні, зі спорудами й обладнанням, що забезпечують зліт, посадку, розміщення та обслуговування повітряних суден.
Згідно з Правилами виконання польотів державної авіації України, «Аеродром — ділянка земної або водної поверхні (гідроаеродром) з обладнанням, будівлями та спорудами, яка обладнана для зльоту, посадки, руління, стоянки та обслуговування повітряних суден».

## Термінологія
Слово аеродром походить від фр. aérodrome, утвореного від aéro («літак», скорочення від aéroplane) і компонента -drome (за зразком hippodrome). «Словник технічної термінології» під редакцією І. Шелудька і Т. Садовського 1928 року використовує для перекладу російського терміна слово аеродром. Оскільки аеродром звучить схоже на рос. аэродром, з 1990-х років спостерігається тенденція його заміни на летовище (у ВТССУМ воно наведене з позначкою «зах.», тобто притаманне західноукраїнському мовленню).

## Види летовищ
Летовища бувають військові та цивільні.
- за обладнанням, поділяються на постійні й польові (тимчасові),
- за технічними характеристиками льотних смуг — на класи.
- Цивільні (для перевезення цивільних пасажирів і вантажів, входять до складу аеропортів):
  - Трасові — для виконання авіаційних рейсів;
  - Навчальні — для навчання і тренування курсантів льотних училищ;
  - Заводські — для випробування повітряних суден після ремонту на авіаремонтних заводах;
  - Для виконання авіаційних робіт.
- Експериментальні (для випробування авіаційної техніки на авіаційних заводах і полігонах)
- Державні:
  - військові (для вирішення завдань оборонного характеру, несення бойового чергування, перекидання військ тощо)
  - Навчальні (для навчання льотного, штурманського і технічного складу військової авіації)
  - спортивні (для навчально-тренувальних і показових польотів на літаках, вертольотах, дельтапланах, планерах, парапланах, виконання парашутних стрибків)
- Також існують приватні летовища та льотні поля

На цивільних аеродромах дислокуються (базуються) цивільні авіапідприємства (авіакомпанії), на військових — військові частини Міністерства Оборони та інших силових відомств, на експериментальних аеродромах — організації, що здійснюють випробування авіатехніки (льотно-випробувальні станції авіазаводів, науково-дослідні установи різних відомств — як цивільних, так і військових), на навчальних — літні та авіаційно-технічні училища (цивільні або військові), на спортивних — авіаспортклуби і подібні організації. Існує низка аеродромів спільного базування, на яких поряд з цивільною авіацією, розміщується і військова.
У деяких країнах, для позначення військових аеродромів нерідко застосовується термін авіабаза, запозичений з англійської мови (air base), де він активно використовується (особливо в США).

### Види цивільних аеродромів згідно ICAO
Згідно ІСАО Annex 14 кожному цивільному аеродрому надається код, що складається з двох показників: цифра індексу довжини ЗПС та літера індексу ширини ЗПС (згідно розмаху крил та ширини бази зовнішнього головного шасі (outer main gear wheel span))
Індекс довжини ЗПС:
| Цифра коду | Референтна довжина ЗПС | Типове ПС                                |
| ---------- | ---------------------- | ---------------------------------------- |
| 1          | < 800 м                | De Havilland Canada DHC-6/Piper PA-31    |
| 2          | 800 м, але < 1200 м    | ATR42/Bombardier Dash 8 Q300             |
| 3          | 1200 м, але < 1800 м   | Saab 340/Bombardier Regional Jet CRJ-200 |
| 4          | > 1800 м               | Boeing 737-700/Airbus A-320              |

Індекс ширини ЗПС:
| Літера коду | Розмах крил      | Ширина бази шасі | Типове ПС                                          |
| ----------- | ---------------- | ---------------- | -------------------------------------------------- |
| A           | < 15 м           | < 4,5 м          | Piper PA-31/Cessna 404 titan                       |
| B           | 15 м, але < 24 м | 4,5 м, але < 6 м | Bombardier Regional Jet CRJ-200/De Havilland DHC-6 |
| C           | 24 м, але < 36 м | 6 м, але < 9 м   | Boeing 737—700/Airbus A-320/Embraer ERJ 190—100    |
| D           | 36 м, але < 52 м | 9 м, але < 14 м  | B767/Airbus A-310                                  |
| E           | 52 м, але < 65 м | 9 м, але < 14 м  | B777/B787 series/A330                              |
| F           | 65 м, але < 80 м | 14 м, але < 16 м | Boeing 747-8/Airbus A-380-800                      |

Класи летовищ України та типи відповідних повітряних суден визначено нормативами ДАС: 

## Елементи летовища
Основні елементи летовища: літне поле (літні смуги, місця стоянки літаків і вирулювальні доріжки); обладнання для навігації, зв'язку і ремонту літаків, ангари, житлові та побутові споруди тощо.
Літна смуга постійного летовища має злітно-посадкову смугу довжиною 2-3 км, шириною 50-80 м з твердим покриттям (зазвичай цементобетонним), обладнану світлосигнальною системою. Довжина літної смуги польового летовища — 2500 м, ширина — 300 м.

### Аеровокзальний комплекс (термінал)

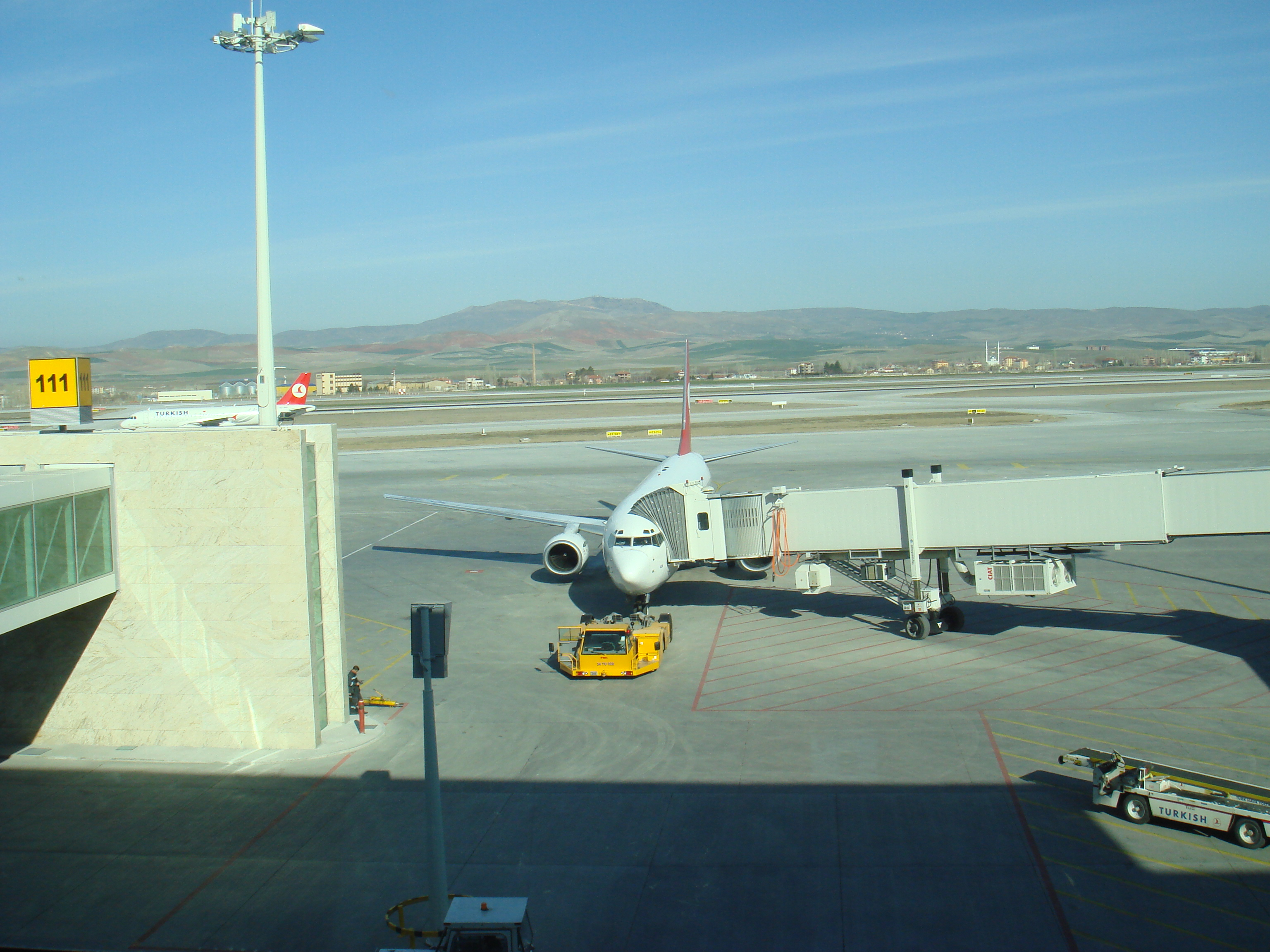
Телескопічний трап, пристикований до борту. Під трапом видна система вентилювання салону.

Містить власне аеровокзал, призначений для обслуговування пасажирів. В аеровокзалі базуються більшість служб, що обслуговують пасажирів від миті входу на територію летовища до вильоту і від часу подачі трапа до літака, до покидання летовища:
- Представництва авіакомпаній;
- Служба організації пасажирських перевезень;
- Служби безпеки;
- Багажна служба;
- Служби прикордонного, імміграційного і митного контролю;
- Різні організації та підприємства, спрямовані на відпочинок, розваги пасажирів та інше: ресторани і кафе, точки торгівлі періодикою та сувенірами, магазини і тощо.

### Вантажний комплекс
Приймає до відправлення, оформлює, обробляє, завантажує на борт повітряних суден вантаж та пошту. Оснащується критим опалювальним складом, засобами доставляння і механізованого навантаження-розвантаження, засобами обробки вантажу «в навал» і в контейнерах.